# Quarzin
Quarzin ist eine mikrokristalline, faserige Gefügevarietät des Minerals Quarz (genauer Tiefquarz). Die Fasern sind längs der kristallografischen c-Achse ausgerichtet und weisen eine Dicke von unter einem µm auf. Quarzin wird mineralogisch häufig als Untervarietät dem sehr ähnlichen Chalcedon zugeordnet. Im Gegensatz zu diesem ist allerdings der höhere Brechungsindex parallel zur Längsrichtung der Fasern ausgerichtet und der optische Charakter der Faserrichtung somit „length-slow“. Weiterhin zeigt Quarzin keine Verdrillung der Fasern und keine Runzelbänderung.
Quarzin ist durchscheinend trüb und ebenso wie Chalcedon in reiner Form farblos bis bläulichgrau. Durch verschiedene Fremdbeimengungen nimmt er aber meist eine bräunliche, rötliche oder grünliche Farbe an. Die Oberflächen der Quarzin-Aggregate zeigen einen wachsartigen Glanz. Aufgrund der faserigen Ausbildung liegt seine Mohshärte mit 6,5 bis 7 knapp unter der von Quarz (7).

## Bildung und Fundorte
Quarzin bildet sich zusammen mit Chalcedon und Mogánit oberflächennah in Spalten und Hohlräumen saurer und basischer Magmatite. Bei der Bildung von Achaten geht man von einer Kristallisation aus einem SiO2-Gel oder SiO2-übersättigten Lösungen bei Temperaturen zwischen 25 und 200 °C aus.
Weiterhin bildet sich Quarzin sedimentär bei der Verfestigung von Sandstein als eine der Zementphasen in den Porenräumen des Sandsteines.
Aufgrund der starken Parallelität zwischen den Füllungs- und Diagenese-Prozessen in Achatbildungsräumen einerseits und den Porenräumen von Sedimentgesteinen andererseits sind Achate generell als „sedimentpetrologische Modellsysteme“ nutzbar: Was in den oft winzigen Sedimentporenräumen ablaufen kann, lässt sich an den sehr viel größeren Achaten übersichtlich im Detail studieren. Speziell beim Thema Quarzin (length-slow chalcedony) ist dies bedeutsam. In der Sedimentpetrologie hat 1971 eine Arbeit für Aufsehen gesorgt, in der behauptet wurde, Quarzin beweise eine starke Wasserverdunstung in den betreffenden erdgeschichtlichen Zeitabschnitten (Nachweis von Evaporit-Milieus). Wenn Quarzin ein solcher Indikator ist, dann ergeben sich daraus vielfach ganz neue Vorstellungen über regionale geologische Milieus zu verschiedensten erdgeschichtlichen Phasen. In diesem Sinne wurde der Quarzin-Indikator jahrelang in sedimentpetrologischen Arbeiten eingesetzt. Wichtig ist daher die Frage, ob das Vorkommen von Quarzin tatsächlich ein Beweis für ehemals stark salzhaltiges Porenwasser ist. Eine umfangreiche kritische Sichtung der Forschung und Faktenlage, unter Nutzung der Gefüge-Übersichtlichkeit in Achaten, hat gezeigt, dass Quarzin kein eindeutiger Indikator für ehemalige Evaporit-Milieus ist.

## Morphologie
Quarzin bildet sowohl sphärolithische wie auch parabolische Aggregate.
Von sphärolithischem Gefüge spricht man, wenn die Fasern ausgehend von einem Kristallisationskeim radialstrahlig wachsen und kugelige Aggregate bilden. Der Durchmesser dieser Sphärolithe beträgt meist 0,1 bis 0,2 Millimeter. Unter dem Polarisationsmikroskop zeigen die Sphärolithe bei gekreuzten Polarisatoren ein charakteristisches Auslöschungsbild, das „Bertrand’sche Kreuz“.
Ein parabolisches Gefüge bildet sich, wenn die Mineralfasern radialstrahlig auf der Oberfläche eines Gesteinshohlraumes wachsen. Benachbarte Faserbüschel behindern sich in ihrem Wachstum gegenseitig. Schon in geringer Distanz zum Wachstumskeim wachsen so nur nahezu parallel ausgerichtete Faserbündel in den Hohlraum hinein. Parabolisch gewachsenen Quarzin findet sich abwechselnd mit Chalcedonlagen in den konzentrischen Bänderungen der Achate.

## Kristallstruktur
Strukturell unterscheidet sich Quarzin kaum von Chalcedon und Tiefquarz. Elektronenmikroskopische Untersuchungen ergaben für alle mikrokristallinen Quarzvarietäten eine sehr große Dichte an Gitterfehlern. Charakteristisch ist eine dichte Abfolge von Verzwillingungen nach dem „Brasilianer Gesetz“. Quarzin zeigt jedoch nicht einen fließenden Übergang von verzwillingten Tiefquarz zu Mogánit, wie er für Chalcedon typisch ist. Im Quarzin sind Bereiche mit Tiefquarzstruktur klar von Bereichen mit Mogánitstruktur abgegrenzt.